# Lasocin (gromada w powiecie łowickim)
Lasocin – dawna gromada, czyli najmniejsza jednostka podziału terytorialnego Polskiej Rzeczypospolitej Ludowej w latach 1954–1972.
Gromady, z gromadzkimi radami narodowymi (GRN) jako organami władzy najniższego stopnia na wsi, funkcjonowały od reformy reorganizującej administrację wiejską przeprowadzonej jesienią 1954 do momentu ich zniesienia z dniem 1 stycznia 1973, tym samym wypierając organizację gminną w latach 1954–1972.
Gromadę Lasocin siedzibą GRN w Lasocinie utworzono – jako jedną z 8759 gromad na obszarze Polski – w powiecie łowickim w woj. łódzkim, na mocy uchwały nr 33/54 WRN w Łodzi z dnia 4 października 1954. W skład jednostki weszły obszary dotychczasowych gromad Osiny, Brodne-Józefów, Wiśniewo, Jadzień i Jerzewo oraz wieś Czerniew, wieś Lasocin, kolonia Czerniew D, kolonia Czerniew C i część kolonii Czerniew B położona na wschód od rzeki Nidy z dotychczasowej gromady Czerniew ze zniesionej gminy Kiernozia w tymże powiecie. Dla gromady ustalono 13 członków gromadzkiej rady narodowej.
1 stycznia 1959 z gromady Lasocin wyłączono wieś Brodne-Józefów włączając ją do gromady Kiernozia w tymże powiecie.
Gromadę zniesiono 31 grudnia 1959, a jej obszar włączono do gromady Kiernozia.